# Classe Farragut (cacciatorpediniere 1934)
I cacciatorpediniere classe Farragut erano navi statunitensi del periodo interguerra, i primi ad avere una struttura marcatamente moderna rispetto alle navi 'four pipes' del decennio precedente. Esse risentivano molto dell'influenza delle navi coeve britanniche.
Le navi avevano i nuovi cannoni da 127/38mm in 5 impianti singoli, ma solo i due prodieri erano scudati. Vi erano anche due lanciasiluri quadrupli da 533 mm anche perché la disponibilità di motori più compatti aveva ridotto la necessità di avere fumaioli ad appena due, liberando molto spazio a mezzanave. Solo cinque mitragliere da 12,7 mm raffreddate ad acqua erano presenti per la difesa antiaerea, mentre non mancavano le bombe di profondità.
Otto unità vennero varate nel 1934–35, e combatterono per tutta la guerra nel Pacifico, dove tuttavia le esigenze di ridurre ancora il peso resero necessario togliere un cannone. Anche così non si comportarono bene quando la flotta USA incontrò un potente tifone nel dicembre del 1944.

## Unità della classe Farragut
- USS Farragut (DD-348)
- USS Dewey (DD-349)
- USS Hull (DD-350)
- USS Macdonough (DD-351)
- USS Worden (DD-352)
- USS Dale (DD-353)
- USS Monaghan (DD-354)
- USS Aylwin (DD-355)